# Picrotoxina
La picrotoxina és un compost químic extret de la planta enfiladissa Anamirta cocculus. És tòxica per als humans i la seva ingestió provoca convulsions.
L'extracte és una mescla equimolecular de picrotoxinina i de picrotina, però només la picrotoxinina és activa biològicament. Aquests dos compostos es diferencien per l'existència d'un grup funcional dimetilmetanol a la picrotina, en lloc d'un grup isopropenil a la picrotoxinina 
La picrotoxina és un inhibidor dels canals iònics GABAA. La seva inhibició comporta un augment de l'activitat elèctrica del cervell provocant convulsions.

## Utilització terapèutica
La picrotoxina es pot usar per al tractament d'intoxicacions agudes per barbitúrics els quals mantenen oberts els canals GABAA més temps del que és normal.